# Scott Nicholls
Scott Nicholls, född 16 maj 1978 i Ipswich, är en brittisk speedwayförare som har kört åtta säsonger i Grand Prix och varit lagkapten för Englands landslag. I Sverige har Nicholls kört för Valsarna från Hagfors samt Vargarna från Norrköping.